# 北美和西印度群岛舰队
北美和西印度群岛舰队（North America and West Indies Station）是英国皇家海军的一个舰队，1745年至1965年间驻守北美海域。它成立于1745年，最初称为北美舰队（North American Station）。1907年，舰队一度废除，但在1915年恢复。1926年改名北美和西印度群岛舰队。舰队在1956年再度废除，之后以其他形式又存续了几十年。